# Michel Cartelet
Michel Cartelet, né le 25 mai 1935 à Piney (Aube), est un homme politique français, membre du Parti socialiste (PS). Député de l'Aube de 1981 à 1993, il est aussi maire de Romilly-sur-Seine de 1989 à 2008.

## Détail des fonctions et des mandats
Mandats parlementaires
- 21 juin 1981 - 1er avril 1986 : Député de la 3e circonscription de l'Aube
- 16 mars 1986 - 14 mai 1988 : Député de l'Aube
- 12 juin 1988 - 1er avril 1993 : Député de la 3e circonscription de l'Aube